# Lumaraa
Lumaraa (* 12. Mai 1991 in Landshut; bürgerlich Sabine Gerling) ist eine deutsche Rapperin.

## Werk
Lumaraa begann schon als Teenager, sich für Rapmusik zu begeistern. Sie zog nach Berlin, begann selbst mit dem Rappen und hatte erste Achtungserfolge mit ihrem Mixtape Der Anfang einer neuen Zeit. Anschließend trat sie mehrfach bei Rap am Mittwoch auf. Lumaraas erstes Studioalbum Mädchensache erschien 2012. Ihre erste Headliner-Tour Kämpfernat(o)ur führte sie im Frühjahr 2015 nach Berlin, München, Hamburg, Köln, Hannover, Stuttgart und Frankfurt am Main. Im selben Jahr trat sie auf dem Female Focus Festival zur Unterstützung von Frauen im Hip-Hop auf.
Weitere Auftritte im Herbst 2015 und zu Beginn des Jahres 2016 folgten, teils im Rahmen ihrer Gib-mir-mehr-Tour, in Bremen, Köln, Stuttgart, München, Hannover, Hamburg, Berlin und weiteren Orten.
Am 5. Februar 2016 veröffentlichte sie ihr Album Gib mir mehr, mit dem sie sich eine Woche auf Platz 27 der deutschen Charts hielt. Vier der insgesamt 18 Songs darauf wurden von Fader Gladiator produziert. Zudem übernahm er die Co-Produktion für das Video zum Titeltrack. Als einziger Gastsänger ist Ozan auf dem Album dabei. 2017 veröffentlichte sie ihr neues Album Ladies First mit insgesamt 15 Songs, 2019 folgte das Album Zu persönlich.

## Trivia
Lumaraa war mit dem Rapper Der Asiate liiert und wohnt in Leipzig.
Der Künstlername Lumaraa ist eine Kombination aus Luna, der Katze aus Sailor Moon, und Lumaraas Lieblingsnamen Tamara.

## Diskografie
Alben
- 2012: Mädchensache
- 2016: Gib mir mehr
- 2017: Ladies First
- 2019: Zu persönlich

Mixtapes
- 2009: Der Anfang einer neuen Zeit
- 2018: Gib mir mehr (Bonus Version)
- 2018: Ladies First (Bonus Version)

Singles
- 2014: Oldschool (Ehrenwörter)
- 2014: Jugend von Heute
- 2014: Feinschliff
- 2015: Kalte Tage
- 2015: Fick dich
- 2015: Ich würde gern raus
- 2016: Nie so weit
- 2016: Mein Hund
- 2016: Weil ich ein Mädchen bin
- 2016: L zu dem A
- 2016: Besserwisser
- 2017: Unter meiner Haut
- 2017: Judas
- 2018: Was hab ich verloren
- 2018: Wir sind die Polizei
- 2019: Meister der Lügen
- 2019: Für die Ewigkeit
- 2019: Wenn ich könnte [Mamasong]
- 2019: Vergessen
- 2020: Passt auf euch auf